# Euoticus elegantulus
Euoticus elegantulus là một loài động vật có vú trong họ Galagidae, bộ Linh trưởng. Loài này được Le Conte mô tả năm 1857.